# Boranup Beach
Boranup Beach ist ein Sandstrand im Süden des australischen Bundesstaats Western Australia. Er liegt bei dem Ort Boranup.
Der Strand ist 7,8 Kilometer lang und bis zu 120 Meter breit. Er öffnet sich in Richtung Westen.
Boranup Beach wird nicht von Rettungsschwimmern bewacht.